# 綿貫勝介
綿貫 勝介（わたぬき かつすけ、1959年〈昭和34年〉2月10日 - 2022年〈令和4年〉12月23日）は、日本の実業家、神職。トナミ運輸元社長、トナミホールディングス元社長。父は元衆議院議長でトナミ運輸元社長の綿貫民輔。祖父は創業者で元衆議院議員の綿貫佐民。

## 略歴
東京都出身。成城大学法学部卒業後、トナミ運輸に入社。総合企画本部付部長代理などを務めた後、1990年取締役、2003年副社長を経て、2005年5月、南義弘の後任として社長に就任。2008年トナミホールディングスに商号変更するとともに、事業会社トナミ運輸を設立し同社社長を兼務。2013年6月北陸銀行監査役。また、北陸経済連合会常任理事や、一般財団法人トナミホールディングス松寿会理事長、実家の井波八幡宮の宮司も務めた。
2022年12月23日未明、富山市内の自宅で体調が悪くなり、救急車で病院に搬送されたが、同日午前、搬送先の富山赤十字病院で急性心不全のため死去した。63歳没。死没日付をもって従五位に叙され、旭日小綬章を追贈された。後任の社長には髙田和夫専務が就任した。
翌2023年3月8日、ホテルニューオータニ高岡でお別れの会が開かれ、父の民輔が参列者を迎え、高岡市の角田悠紀市長、高岡商工会議所の塩谷雄一会頭、西村康稔経済産業大臣、小渕優子衆議院議員ら、各界から約1100人が参列。トナミホールディングス社外取締役の犬島伸一らが弔辞を述べ、長男の綿貫雄介取締役が感謝の言葉を述べた。